# Delta del río Mekong
El delta del río Mekong (en vietnamita: đồng bằng sông Cửu Long, 'delta del río de los Nueve Dragones') es un delta fluvial que se forma cuando el río Mekong —y su amplia red de distributarios— desemboca en el mar de China Meridional, en el extremo meridional de la península de Indochina, en el suroeste de Vietnam. Toda la región del delta forma parte de una región administrativa vietnamita conocida como Región Delta del Río Mekong. El delta comprende una superficie de unos 39.000 km², aunque el área cubierta por el agua depende de la temporada. La región tenía una población de 17,33 millones de personas en 2011.
El delta del Mekong se ha denominado recientemente como un «tesoro biológico oculto», ya que han sido descubiertas en áreas previamente inexploradas más de 1000 nuevas especies, incluyendo una especie de rata de roca laosiana que se creía extinta.

## Historia

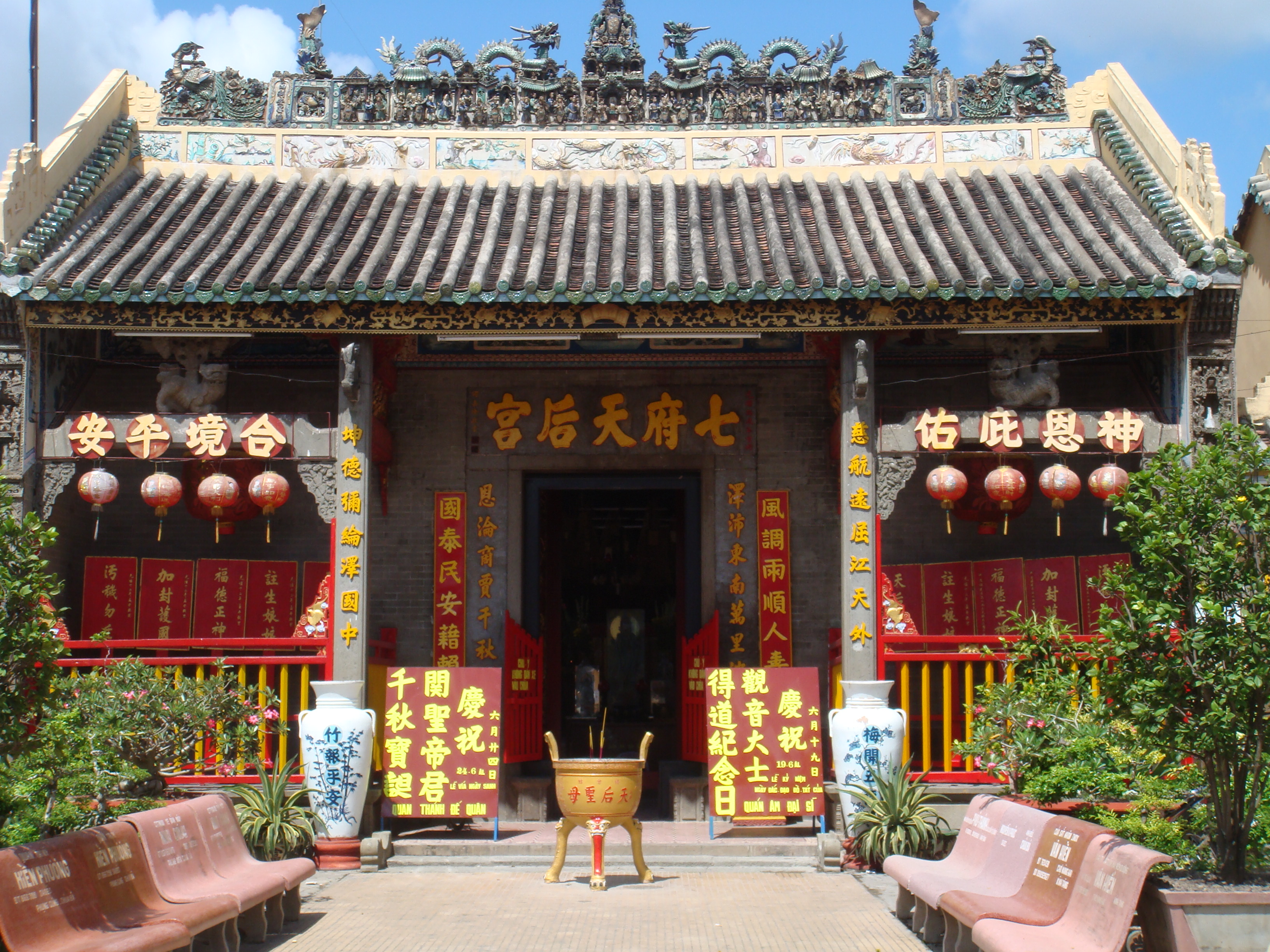
Pagoda Thien Hau en la ciudad de Sa Dec, Dong Thap

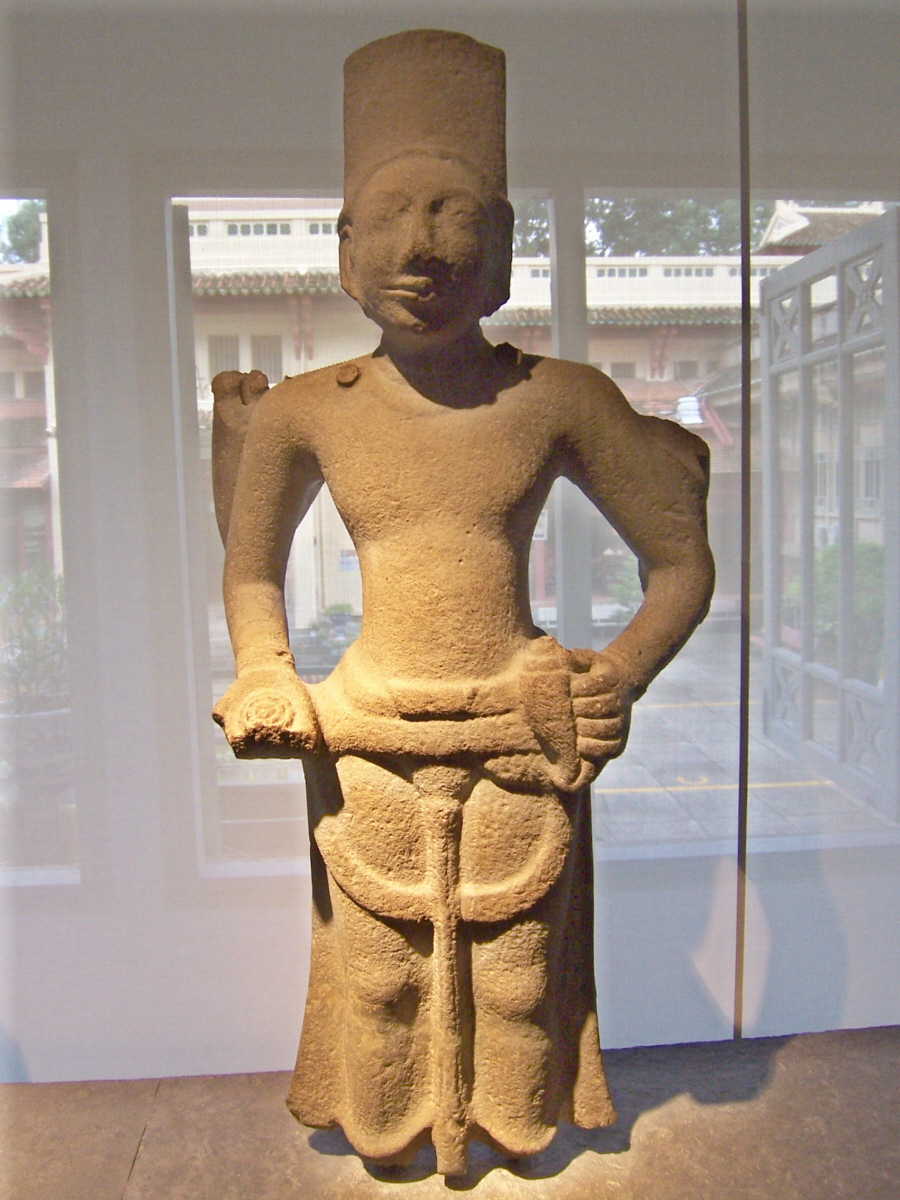
Estatua de Visnú encontrada en Oc Eo (siglos VI-VII)

El delta del Mekong ha estado habitado un tiempo probablemente largo desde la prehistoria; el imperio de Funan y más tarde Chenla mantuvieron una presencia en el delta del Mekong durante siglos. Los descubrimientos arqueológicos en Óc Eo y otros sitios del antiguo Funan muestran que el área era una parte importante del reino de Funan, llena de puertos comerciales y canales ya en el siglo I a. C. y el intenso asentamiento humano en la región puede haber llegado hasta el siglo IV d. C.
La región era conocida como Khmer Krom (Jemer Inferior o Baja Camboya) hasta el Imperio jemer, que probablemente mantuvo los asentamientos allí siglos antes de su nacimiento en los siglos XI y XII. El reino de Champa, aunque se asentó principalmente a lo largo de la costa del mar de China Meridional, se sabe que se extendió hacia el oeste en el delta del Mekong, tomando el control de Prey Nokor (el precursor de la actual Ciudad Ho Chi Minh) a finales del siglo XIII. Nghia M. Vo sugiere que antes de la ocupación Jemer puede haber existido en el área una presencia Champa.
A partir de la década de 1620, el rey Jemer Chey Chettha II (1618-1628) permitió a los vietnamitas asentarse en la zona, y estableció una aduana en Prey Nokor, que coloquialmente se conocía como Sài Gòn. Las crecientes oleadas de colonos vietnamitas que siguieron colmaron el reino Jemer —debilitado como estaba debido a la guerra con Tailandia— y poco a poco vietnamizaron la zona. A finales del siglo XVII, Mac Cuu, un general chino anti-Qing, comenzó a expandir los asentamientos vietnamitas y chinos más profundamente en las tierras Jemer, y en 1691, Prey Nokor fue ocupada por los vietnamitas.
Nguyen Huu Canh, un noble vietnamita, fue enviado por mar en 1698 por los señores Nguyễn de Huế para establecer estructuras administrativas vietnamitas en la zona. Este acto separó formalmente el delta del Mekong de Camboya, quedando la región firmemente bajo el control administrativo vietnamita. Camboya quedó privada del acceso al mar de China Meridional, y el comercio a través de la zona solo fue ya posible con permiso vietnamita. Durante las guerras Tay Son y la posterior dinastía Nguyen, las fronteras de Vietnam fueron empujados hasta el cabo de Ca Mau. En 1802, Nguyễn Ánh se coronó como emperador Gia Long y unificó todos los territorios que comprenden el moderno Vietnam, incluyendo el delta del Mekong.
Tras la conclusión de la campaña franco-española de la Cochinchina en la década de 1860, el área se convirtió en la Cochinchina, la primera colonia francesa en Vietnam, y más tarde, formó parte de la Indochina francesa. Iniciadas durante el período colonial francés, los franceses patrullaron y lucharon en las vías acuáticas de la región del delta del Mekong con sus Divisiones navales de asalto (Dinassaut), una táctica que se prolongó a lo largo de la primera guerra de Indochina, y que más tarde fue empleada por la Mobile Riverine Force de la Marina de los EE. UU. Durante la guerra de Vietnam —también conocida como la segunda guerra de Indochina— la región del delta vivió una lucha salvaje entre los guerrilleros del Viet Cong (NLF) y las unidades de lanchas rápidas y hovercrafts (PACVs) de la Armada de los Estados Unidos.
Después de la independencia de Francia, el delta del Mekong formó parte de la República de Vietnam y, finalmente, del país de Vietnam. En la década de 1970, el régimen de los Jemeres Rojos atacaron Vietnam en un intento de reconquistar la región del delta. Esta campaña precipitó la invasión vietnamita de Camboya y la posterior caída de los Jemeres Rojos.

## Geografía
El delta del Mekong, como región, se encuentra inmediatamente al oeste de la Ciudad Ho Chi Minh, casi formando un triángulo que se extiende desde la ciudad de Mỹ Tho, en el este, hasta Châu Đốc y la ciudad de Hà Tiên, en el noroeste, hasta llegar a la ciudad de Cà Mau y el mar de China Meridional en el extremo sur de Vietnam, pasando por la isla de Phú Quốc.
La región vietnamita del delta del Mekong muestra una gran variedad de paisajes físicos, que van desde las montañas y las tierras altas, en el norte y el oeste, a las amplias llanuras inundadas, en el sur. Esta diversidad de terreno fue en gran parte producto del levantamiento tectónico y plegamiento provocado por la colisión hace unos 50 millones de años de las placas tectónicas Índica y de la Euroasiática. El suelo del delta inferior se compone principalmente de sedimentos del Mekong y sus afluentes, depositados durante miles de años, cuando el río cambió su curso debido a la planitud del terreno que lo circunda.

### Cuestiones que conciernen al cambio climático
Al ser una región costera de baja altitud, el delta del Mekong es particularmente susceptible a las inundaciones como resultado de la elevación del nivel del mar debido al cambio climático. El Climate Change Research Institute de la Universidad de Can Tho, estudiando las posibles consecuencias del cambio climático, ha adelantado que, además de sufrir la sequía provocada por la disminución estacional de las precipitaciones, muchas provincias del delta del Mekong serán inundadas hacia el año 2030. Los casos más graves se prevé que sean las provincias de Bến Tre y Long An, de las cuales se espera que sean inundadas en un 51% y 49%, respectivamente, si el nivel del mar aumenta en 1 metro.

## Demografía
Los habitantes de la región del delta del Mekong son en gran parte de la etnia Viêt, con poblaciones minoritarias jemer que viven principalmente en las provincias de Trà Vinh y Sóc Trăng, y musulmanes Chăm en Tan Chau, en la provincia de An Giang. También hay importantes poblaciones Hoa (etnia de origen chino) en las provincias de Kiên Giang y Tra Vinh. La región tenía una población de 17,33 millones de personas en 2011.
La población del delta del Mekong ha estado creciendo de manera relativamente lenta en los últimos años, debido principalmente a la emigración.  La población de la región se incrementó en solo 471.600 personas entre 2005 y 2011, mientras que 166.400 personas emigraron solo en 2011.  Junto con las regiones de la costa central,  tiene uno de los crecimiento de población más lentos del país.  Las tasas de crecimiento de la población han sido de entre un 0,3% y un 0,5%, entre 2008 y 2011, mientras que han pasado de más del 2% en la vecina región Sureste. La migración neta ha sido negativa en todos estos años.  La región también tiene una tasa de fertilidad relativamente baja, con 1,8 hijos por mujer en 2010 y 2011, frente a los 2,0 en 2005.

## Economía

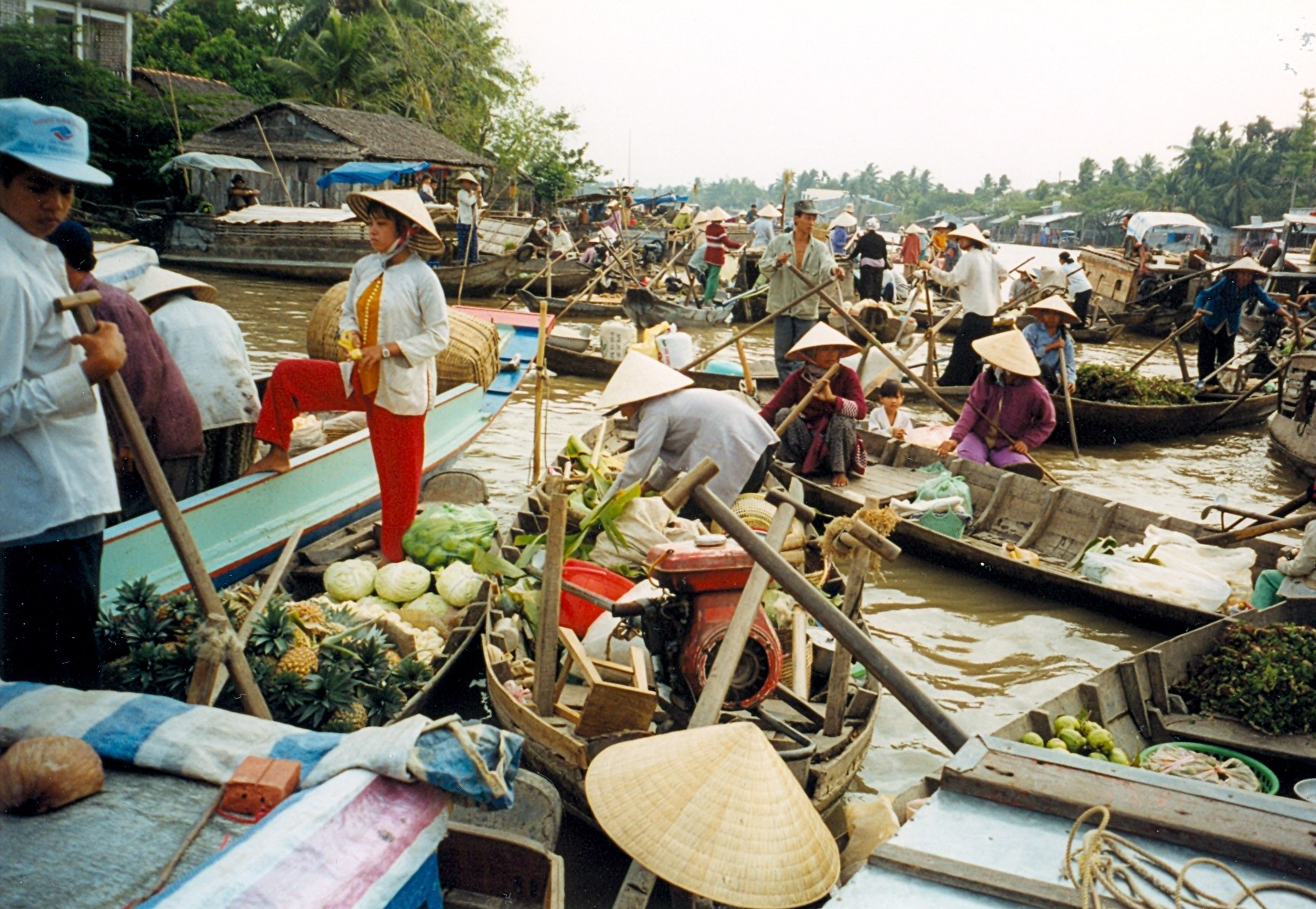
Mercado flotante de Cần Thơ

La región es famosa por ser una gran zona producción de arroz, por lo que se la considera «el cuenco de arroz de Vietnam». Produce alrededor de la mitad del total de la producción de arroz de Vietnam, que es el segundo mayor exportador de arroz a nivel mundial después de Tailandia. De hecho, el delta produce más arroz que Corea y Japón juntos. Además, en la comarca se ha desarrollado una gran industria acuícola de pescado Basa, Tra bagre y camarones, que en gran parte se exporta.
El 12 de abril de 2010 se completó la construcción del puente de Can Tho, un puente atirantado que cruza el mayor distributario del río Mekong, tres años después de un derrumbe que mató a 54 personas e hirió a casi 100 trabajadores. El puente reemplaza al sistema de transbordadores que actualmente se realiza a lo largo de la carretera nacional 1A y enlaza la provincia de Vinh Long y la ciudad de Cần Thơ. El coste de construcción se estima en 4.842 billones de đồng vietnamitas (unos 342,6 millones de dólares), por lo que es el puente más caro de Vietnam.

## Cultura
La vida en el delta del Mekong gira mucho alrededor del río, y muchos de los pueblos suelen ser accesible por ríos y canales, en lugar de por carretera. Fuera de ciudades el transporte en el Delta del Mekong es limitado, por lo que el transporte por tierra resulta más fácil con moto. El sampan o barco son una gran opción ya que los centros económicos se encuentran en las orillas de la red fluvial.
Típica de esta región es la cai luong, una forma de ópera popular vietnamita.
La cocina del Delta del Mekong también refleja mucho sobre la cultura de esta región fluvial. La gastronomía del Delta del Mekong depende en gran medida de productos frescos, que son abundantes en las tierras nuevas, con un uso intensivo de mariscos y ingredientes únicos de la región como azúcar de palma, pescado basa y hierbas y flores silvestres como điên điển, so đũa y kèo nèo. La cocina también está influenciada por los asentamientos de los pueblos jemer, cham y chino. Esto la distingue de la cocina de otras regiones de Vietnam.
Además, podrías mencionar algunos platos típicos del Delta del Mekong, como Canh Chua Cá (sopa de pescado agria), Bánh Xèo (panqueque vietnamita), Hủ Tiếu Mỹ Tho (sopa de fideos de My Tho), Bún Mắm (fideos con salsa de pescado fermentada), entre otros, para enriquecer la sección sobre la gastronomía.